# Чіг-кефте
Чіг або чі кьофте (тур. Çiğ köfte) — національна закуска турецької (поширена переважно на сході та південному сході Туреччини), курдської, вірменської кухонь. Традиційно виготовляється з яловичини або баранини та служить закускою або мезе. Є різновидом кьофте (на кшталт фрикадельок), який своєю чергою є видом кебабу. Слово «чіг» в перекладі з турецької мови означає «сирі», а з вірменського «чі» — ні або ні. У курдів страва назичається «ечін».

## Приготування
Раніше ця страва являла собою сплощені сирі м'ясні котлетки з овочами. Але зараз в заборонені страви з сирого м'яса, в основному теніоза, рішенням Міністерства охорони здоров'я Туреччини, і у більшості місць чіг кьофте стало вегетаріанським. У вірменській кухні чі кьофте має форму кульки, невеличкого яйця чи пласкої форми. Вірмени вживають цю страву зазвичай на свята.

### М'ясний рецепт
Нежирну баранину або яловичину дрібного порубати (або прокрутити через м'ясорубку). Перед тим дрібний булгур заливають окропом і дають постояти. Замішують м'ясо, булгур, цибулю, помідори або пасту з червоного перцю, а також велику кількість спецій — кмин, корицю, коріандр, м'яту, темну паприку ізот. Є варіант, що додається перемелені волоські горіхи, мигдаль та фундук. У вірменській кухні до страви додається оливкова олія та багато зелені. Все довго і ретельно замішується. Потім надається необхідна форма.

### Вегетаріанський рецепт
Зі склянки булгуру залити 2 склянками окропу, закрити кришкою і дати постояти 20 хвилин. Висипати в широкий посуд, додати томатну і перцеву пасти, приправи, сіль і добре перемішати. Очищені цибулю і часник дрібно нарізати або натерти на тертці, додати до булгуру, все змішати та полити оливковою олією. Протягом декількох хвилин місити наче тісто. Зелень подрібнити, додати до фаршу і знову добре замісити. Відриваючи від фаршу невеликі шматочки, стискати їх в руці. Викласти в тарілку, попередньо встеливши її листям салату.
Також є різні варіанти з додавання картоплі, моркви, гарбуза тощо. Часто різноманітні горіхи замінюють м'ясо.

## Вживання
Є закускою, часто подають перед основними стравами. Також є улюбленою їжею студентів. Вживають чіг кьофте з лимоном або гранатовим соусом, якими поливають котлети безпосередньо перед вживанням. Крім того, додаткова можна додати гострий соус, аджики тощо. Цю страву можна вживати, загорнувши в лист салату, який потім обгортається лаваш чи гострі бобові коржі. Тоді страва називається дурюм чіг кьофте. Запивається айраном.